# Styraxodesmus ater
Styraxodesmus ater är en mångfotingart som beskrevs av Loomis 1936. Styraxodesmus ater ingår i släktet Styraxodesmus och familjen fingerdubbelfotingar. Inga underarter finns listade i Catalogue of Life.